# The Celestial Toymaker
<The Celestial Toymaker> (천상의 토이메이커)는 영국의 SF 드라마 닥터 후 시즌 3의 7번째 편으로, 1966년 4월 2일부터 23일까지 매주 총 4회에 걸쳐 방송되었다. 4편 중 3편이 소실된 대표적인 미싱 에피소드로 꼽힌다.
1대 닥터 (윌리엄 하트넬)과 시간여행 동행자 스티븐 테일러 (피터 퍼브스 분), 도도 채플릿 (재키 레인 분)이 토이메이커 (마이클 고프)라는 강력한 적과 맞서게 되는 이야기를 다루고 있다. 토이메이커는 닥터와 두 동행자를 분리시킨 다음, 닥터를 '트릴로직 게임'에 강제로 참여시킨다. 스티븐과 도도는 겉으로는 유치해 보이지만 실제로는 목숨이 걸려 있는 일련의 게임에서 승리하여 닥터와 재회하고 타디스로 돌아간다는 결말이다.
현재 BBC 아카이브에 필름이 남아있는 회차는 마지막화로 방영된 "The Final Test" (최종 시험)이 유일하며 나머지 회차는 아직 소실 상태로 남아있다. "The Final Test"는 비디오와 DVD로 출시되었으며, 전체 스토리를 각색해 소설판으로도 나왔다.
작중 악당으로 등장하는 토이메이커는 2023년 공개된 60주년 스페셜의 제3화 "The Giggle" 편을 통해 57년 만에 TV 에피소드로 등장할 예정이며, 배우는 닐 패트릭 해리스가 맡게 되었다. 이전에도 다른 TV 에피소드에서 이름이 언급된 바 있으며, 그 밖에도 다양한 닥터후 스핀오프 작품 (소설, 만화, 오디오극)에도 등장하였다.

## 줄거리
외계의 지성체가 타디스를 공격하여 1대 닥터는 모습을 감추고, 도도 채플릿과 스티븐 테일러는 지금의 상황을 믿지 못한다. 두 사람이 이상한 공간으로 나아가자 닥터가 다시 모습을 드러낸다. 알고보니 그곳은 '토이메이커' (Toymaker)의 영역으로, 토이메이커는 무한한 힘을 가진 불멸의 존재로서, 게임과 함정을 설치해 부주의한 사람들을 잡아 가둔 뒤 놀잇감으로 삼는 인물이었다. 닥터와 토이메이커는 이전에도 서로 대결한 적이 있던 사이였다. 자신의 오랜 적수를 마주한 토이메이커는 닥터를 다시 다른 곳으로 납치해 버린다. 토이메이커의 서재로 가게 된 닥터는 그곳에서 하노이의 탑 모양의 10조각 퍼즐을 맞춰야 하는 이른바 '트릴로직 게임' (Trilogic game)을 시작한다. 이 퍼즐의 조각은 총 1023회의 이동을 거쳐 제자리로 돌아와야 하는 조건이 걸려 있었다.
한편 닥터와 다른 공간에 갇힌 스티븐과 도도는 또다른 도전에 직면한다. 첫 번째 상대는 조이와 클라라라는 광대들로, 유치한 속임수가 난무하는 위험천만한 까막잡기 놀이를 시작한다. 광대들은 반칙을 쓰는 것이 분명하다면 게임을 다시 시작하도록 만들어져 있었다. 두번째 라운드에서 조이가 장애물 코스에서 발을 헛디디자 도전자들이 뒤틀린 인형으로 변해버린 채 바닥에 떨어진다. 그 다음으로 스티븐과 도도는 세 개의 의자가 있는 다른 방으로 건너가는데, 그곳에서 살아있는 트럼프 카드들 (킹 하트, 퀸 하트, 잭 하트, 조커)과 게임을 벌인다. 인접한 방에는 의자 4개가 더 있었는데, 스티븐은 의자 일곱 개 중에 앉아도 안전한 의자는 단 하나뿐이라고 짐작한다. 각 의자가 안전한지 확인용으로 일곱 개의 마네킹이 제공된다. 스티븐과 도도와 더불어 킹과 퀸이 함께 게임에 나서고, 마네킹을 의자 위에 올려보자 안전하지 않은 의자가 파괴되면서 마네킹도 몇 개가 부서져 버린다. 그렇게 하나하나씩 확인하던 도중, 킹과 퀸이 의자 위에 앉았다가 위쪽이 접혀 꼼짝없이 걸 버린다.
다음으로 어느 부엌에 다다른 스티븐과 도도는 코믹한 성격의 병장 (Sergent)과 위그스 부인 (Mrs.Wiggs)을 만난다. 여기서 두 사람은 출구 문의 열쇠인 '골무'를 찾아야 하는 게임을 시작한다. 도도는 위그스 부인이 만들고 있던 커다란 파이 안에 숨겨진 열쇠를 발견한다. 부엌을 떠나 다른 방으로 간 도도와 스티븐은 댄스 무대를 발견한다. 그곳에서 두 사람은 의자에 올려두지 않아 멀쩡한 상태의 마네킹 세 개를 만나, 발레리나로 변신하여 춤을 추기 시작한다. 무대 맨 끝에는 타디스가 있었다. 스티븐과 도도는 마네킹 둘에게 각자 잡혀 꼼짝없이 춤을 춰야 하는 상황에 갇혔다가 서로 상대를 바꿔 탈출한다. 두 사람이 달려간 타디스는 알고 보니 가짜였다. 토이메이커는 스티븐과 도도의 다음 상대로 남학생 시릴 (Cyril)을 선택하고, 두 사람은 어느새 거대한 사방치기 무대에 올라 있었다. 게임 과정에서 시릴은 부비트랩이 설치된 삼각형 위에서 미끄러져 감전사를 당하고 만다. 도도와 스티븐은 마침내 타디스가 있는 곳에 도달한다.
그 시각, 토이메이커의 서재에서 닥터는 트릴로직 게임에서 마지막 한 번의 움직임만을 남겨두고 있었다. 세 사람이 재회하고 스티븐과 도도는 안전을 위해 타디스로 보내진다. 토이메이커는 닥터에게 어서 게임을 끝마치라며 도발한다. 닥터는 자신이 움직여 게임에서 승리하면 토이메이커의 영역이 사라지지만 타디스도 함께 사라질 것이라는 사실을 깨닫는다. 닥터는 타디스 내부에서 토이메이커의 목소리로 마지막 조각을 움직이도록 명령하고, 토이메이커의 게임 세계가 파괴되기 시작하자 타디스를 타고 탈출한다.

## 제작
이 이야기는 프로듀서 존 와일스가 기획하였는데, 1대 닥터 역의 윌리엄 허트넬과 여러 차례 충돌을 겪으면서 촬영에 들어가기 전에 프로듀서직에서 물러났다. 존 와일스의 기획의도는 다름아닌 윌리엄 허트넬을 하차시키기 위함으로, 처음에 사라진 닥터를 토이메이커가 다시 불러냈을 때 새 배우를 닥터로 등장시키고자 했다. BBC의 시리얼국장이었던 제럴드 세이버리는 존 와일스의 방안을 반려시켰고 와일스는 항의의 뜻으로 프로듀서직에서 물러났다.
제작진들 사이에서 불린 가제는 <The Toymaker> (토이메이커)와 <Trilogic Game> (트릴로직 게임> 등이었다. 제작 과정에서 각본 재집필이 불가피해졌으나 작가를 맡은 브라이언 헤일스가 집필 작업이 불가능했던 관계로 스크립트에디터를 맡은 도널드 토시가 대신 작업을 맡았다. 시리얼이 방영될 때 즈음에는 토시가 스크립트에디터 직에서도 물러난 상태였기에, 시리얼의 크레딧에는 이야기 소재를 제공한 브라이언 헤일스를 작가로 표기하는 것에 동의하였다. 토시가 대본 작업을 마친 뒤 후임으로 들어온 게리 데이비스는 예산 부족을 이유로 각본 재집필을 추가로 진행해야 했다. 실질적으로 각본에 참여한 작가는 세 명이 되었던 셈이었지만, 정작 토시가 데이비스의 집필본에는 만족하지 않고 인정할 수 없다는 의사를 밝힌 데다, 데이비스 본인 역시 어디까지나 스크립트에디터를 맡고 있었으므로 작가로 인정받지 못했다. 그 결과, 헤일스는 석달간 각본 작업에 나서지 못했고, 최종 각본도 본인이 쓴 것과 비슷한 점이 거의 내지는 전혀 없었음에도, 이번 시리얼의 유일한 작가로 인정되어 크레딧에 표기되었다.
윌리엄 허트넬은 제2화 'The Hall of Dolls', 제3화 'The Dancing Floor' 편이 촬영될 당시 휴가를 떠났다. 제2화에는 허트넬의 대사를 사전에 녹음해 삽입하였으며, 대역배우로 앨버트 워드 (Albert Ward)라는 배우가 투입되었다. 앨버트 워드는 닥터가 트릴로직 게임을 푸는 장면에서 닥터의 반지만 보여주고 얼굴은 비추지 않는 식으로 출연했다.
현재 제4화 "The Final Test"를 제외한 나머지 방영분은 BBC 아카이브에 필름이 남아있지 않고 소실된 상태이다. 소실된 에피소드라면 보통은 남아있는, 존 큐라의 텔레스냅을 이용한 캡처 사진마저도 남기지 못했기 때문에, 제1화부터 제3화까지 총 3편은 오디오 녹음과 제작 스틸컷만 남아 있다. 이는 프로듀서 존 와일스 본인이 존 큐라의 텔레스냅을 사용하지 않기로 결정한 탓이며, 이로 인해 와일스가 프로듀서를 맡던 시기의 방영분은 실제 방송된 장면을 보여줄 사진 자료가 완전히 사라진 상태다. 다만 <The Celestial Toymaker>는 텔레스냅 자료가 없는 시즌 3의 방영분 가운데서도 제작과정 문서화가 가장 잘 이뤄진 방영분으로, 세트장과 의상, 색상배정 등의 정보에 있어서 이전 방영분보다 더 많은 사진자료가 남아있다.
원래는 전편이 소실된 상태였으나, 1985년 오스트레일리아 방송사 ABC가 자사 영화 아카이브의 정기 조사 과정에서 제4화 "The Final Test"의 16mm 필름 카피본을 발견하여 즉시 BBC에 반환하였으며, 이 시리얼에서 온전히 시청할 수 있는 유일한 방영분으로 남아 있다.

### 캐스팅
토이메이커 역의 마이클 고프는 5대 닥터 시리얼인 <Arc of Infinity> (1983년) 편에 출연했다. 피터 스티븐은 2대 닥터 시리얼인 <The Underwater Menace> (1967년) 편에, 카먼 실베라는 3대 닥터 시리얼인 <Invasion of the Dinosaurs> (1974년)에 출연하게 되었다.

## 방송과 평가
방송 직후, 영국 작가 프랭크 리처드의 유산 대리 변호사로부터 BBC TV와 프로듀서를 상대로 항의서한이 접수되었다. 작중 등장하는 시릴 (피터 스티븐스 분)이라는 소년이, 프랭크 리처드의 작품에 등장하는 빌리 번터 (Billy Bunter)라는 캐릭터와 놀라울 정도로 닮았다는 것이 서한의 내용이었다. 이후 BBC는 시릴이란 등장인물은 그저 "번터 같이 보인다" (Bunter-like)라는 내용의 면책 조항을 발표하였다.
방영 당시 발간된 BBC 시청자 조사 보고서에서는 마지막화와 관련해 "표본의 상당수는 그닥 흥미를 보이지 못했으며, 그 가운데 3분의 1 이상은 사실 싫어하는 반응이었다"라는 평가가 담겼다. 일부 시청자들은 연기력이 부족하다 생각했으며, '과장된 연기' (ham acting)라는 비판도 있었으나, 나머지 시청자들은 출연 배우들의 연기에 만족했다고 적고 있다. 시청자 표본 대다수는 이야기 전체가 닥터 후의 일상적인 전개방식과 너무 달랐으며, 종잡을 수 없는 판타지에 가까웠다고 전하고 있다. 제일 비판적이었던 시청자평은 이번 시리얼이 "얼척없는 쓰레기" (ridiculous rubbish)라고 일축하는 것이었으며, 본인은 싫었으나 아이들은 좋아했다는 시청자평도 있었다.
<라디오 타임스>의 패트릭 멀컨은 제1화에 대해 "의심할 여지 없는 판타지 고전" (undoubtedly a fantasy classic)이라며 호평을 내렸다. 멀컨은 토이메이커 역을 맡은 마이클 고프가 긴 시간동안 출연하지는 못했지만 "위협적인 모습을 드러내며... 멋진 목소리를 가졌다"고 평했다. 여기에 더들리 심슨이 맡은 삽입곡과 뛰어난 의상, 디자인 요소도 호평 요소로 삼았다.